# Strefa Niemczy
Strefa Niemczy, lineament Niemczy, strefa ścinania Niemczy – jednostka geologiczna na bloku przedsudeckim (Przedgórzu Sudeckim).
Strefa Niemczy jest niewielką, ale ważną i wyraźnie wyodrębnioną jednostką na bloku przedsudeckim. Rozciąga się w kierunku południkowym na długości ok. 20-30 km i szerokości ok. 5 km. Na zachodzie graniczy z masywem gabrowym Ślęży, masywem Gogołów-Jordanów, masywem serpentynitowym Szklar, masywem gabrowym Brzeźnicy, masywem serpentynitowym Braszowic, blokiem sowiogórskim, na wschodzie z metamorfikiem niemczańskim. Na południu obcięta jest uskokiem sudeckim brzeżnym, na północy zakrywają ją osady kenozoiczne).
Strefa Niemczy zbudowana jest ze skał metamorficznych, których wiek jest przedmiotem różnych interpretacji. Są to skały silnie zmienione tektonicznie: gnejsy, mylonity, blastomylonity, łupki łyszczykowe, łupki łyszczykowo-grafitowe, kwarcyty, amfibolity, serpentynity. W jej obrębie tkwią ciała tzw. "sjenity niemczańskie" (głównie granodioryty).
Nowa, proponowana nazwa – strefa ścinania Niemczy, w skrócie Strefa Niemczy.
Skały Strefy Niemczy budują środkową część Wzgórz Niemczańsko-Strzelińskich (m.in. Wzgórza Dębowe i Wzgórza Szklarskie).

## Literatura dodatkowa
- E. Stupnicka: Geologia regionalna Polski, Wydawnictwo Geologiczne, Warszawa 1997
- Stefan Kozłowski: Surowce skalne Polski, Wydawnictwa Geologiczne, Warszawa 1986